# XUL
XUL(XML User Interface Language, '줄'로 발음)은 모질라가 개발한 사용자 인터페이스 마크업 언어이다. XUL은 XML 파생 언어로 구현되어 있으며 그래픽 사용자 인터페이스를 제공함으로써 웹 페이지와 비슷한 방식으로 작성할 수 있다.
XUL은 파이어폭스와 같은 크로스 플랫폼 응용 프로그램들을 작성하는데 사용할 수 있으며, 여기서 게코로 알려진 레이아웃 엔진이 이를 해석하여 파이어폭스 사용자 인터페이스와 웹 페이지 화면을 렌더링한다.

## 예
아래의 예는 수직 상자 컨테이너 안에 위치한 3개의 버튼을 보여 준다.:
```
<?xml version="1.0"?>

<?xml-stylesheet href="chrome://global/skin/" type="text/css"?>

<window
 
id=
"vbox example"
 
title=
"Example 3...."

xmlns=
"http://www.mozilla.org/keymaster/gatekeeper/there.is.only.xul"
>

  
<vbox>

    
<button
 
id=
"yes1"
 
label=
"Yes"
/>

    
<button
 
id=
"no1"
 
label=
"No"
/>

    
<button
 
id=
"maybe1"
 
label=
"Maybe"
/>

  
</vbox>

</window>

```

## 같이 보기
- XBL
- ZK 프레임워크

## 참조
1. ↑  “Gecko FAQ”. 《Mozilla Developer Center》. 모질라 재단. 2008년 3월 15일. 2008년 9월 13일에 원본 문서에서 보존된 문서. 2009년 3월 26일에 확인함.
2. ↑  “보관된 사본”. 2012년 2월 24일에 원본 문서에서 보존된 문서. 2013년 10월 13일에 확인함.